# Liste der Monuments historiques in Feins
Die Liste der Monuments historiques in Feins führt die Monuments historiques in der französischen Gemeinde Feins auf.

## Liste der Objekte
| Bezeichnung             | Beschreibung                     | Standort                       | Kennzeichnung | Schutzstatus | Datum | Bild |
| ----------------------- | -------------------------------- | ------------------------------ | ------------- | ------------ | ----- | ---- |
| Retabel des Hauptaltars | Holz, vergoldet, 18. Jahrhundert | in der Kirche St-Martin (Lage) | PM35001543    | Inscrit      | 1977  |      |